# Código de área 619

Mapa de los códigos de áreas en California mostrados en azul y en rojo el 619

'619 es el código de área norteamericano para gran parte del sur del condado de San Diego (excluyendo la parte norte del condado, como una pequeña parte de la ciudad de San Diego) en California y los suburbios del este y sureste del condado. El código fue dividido del código de área 714 el 5 de noviembre de 1982.
Antes de que fuese dividido del código de área 760, 619 era el código de área que cubría una vasta área geográfica y todo el condado de San Diego al igual que los condados desérticos a lo largo de la parte oriental del estado con la frontera entre Estados Unidos y México cerca del Lago Tahoe. El Código de área 760 fue designado como la parte exterior de los suburbios del norte de San Diego (como Oceanside, Vista, Fallbrook, San marcos y Escondido), al igual que las zonas montañosas del oriente del condado y antiguas partes de las afueras del condado de San Bernardino.
El código de área 858, cubre la parte norte de la ciudad de San Diego y los suburbios del norte, en la cual luego fue dividido. Esta zona incluye a Del Mar y La Jolla y Miramar MCAS. El código de área 619 es a menudo usado como sobrenombre de la ciudad de San Diego.

## Localidades usando el código de área 619

### Condado de San Diego
- Alpine
- Bonita
- Bostonia
- Boulevard
- Campo
- Casa de Oro-Mount Helix
- Chula Vista
- Coronado
- Crest
- Dulzura
- El Cajón
- Fairbanks Ranch
- Granite Hills
- Harbison Canyon
- Imperial Beach
- Jacumba
- Jamul
- Jesmond Dene
- La Mesa
- La Presa
- Lakeside
- Lemon Grove
- Lincoln Acres
- Mount Laguna
- National City
- Ocean Beach
- Pine Valley
- Potrero
- Rancho San Diego
- San Diego Country Estates
- San Diego (aproximadamente la mitad sur de la ciudad)
- Santee
- San Ysidro
- Spring Valley
- Tecate
- Winter Gardens